# Hnúšťa
Hnúšťa (in ungherese: Nyustya, in tedesco: Nusten) è una città della Slovacchia facente parte del distretto di Rimavská Sobota, nella regione di Banská Bystrica.

## Storia
La città fu menzionata per la prima volta nel 1334.

## Demografia
Secondo il censimento del 2001, il 93,12% degli abitanti erano slovacchi, il 3,36% rom, l'1,07% ungheresi e lo 0,40% cechi. La composizione religiosa era del 36,40% di cattolici romani, del 21,62% di luterani e del 35,44% di persone senza affiliazione religiosa.